# 待機電力

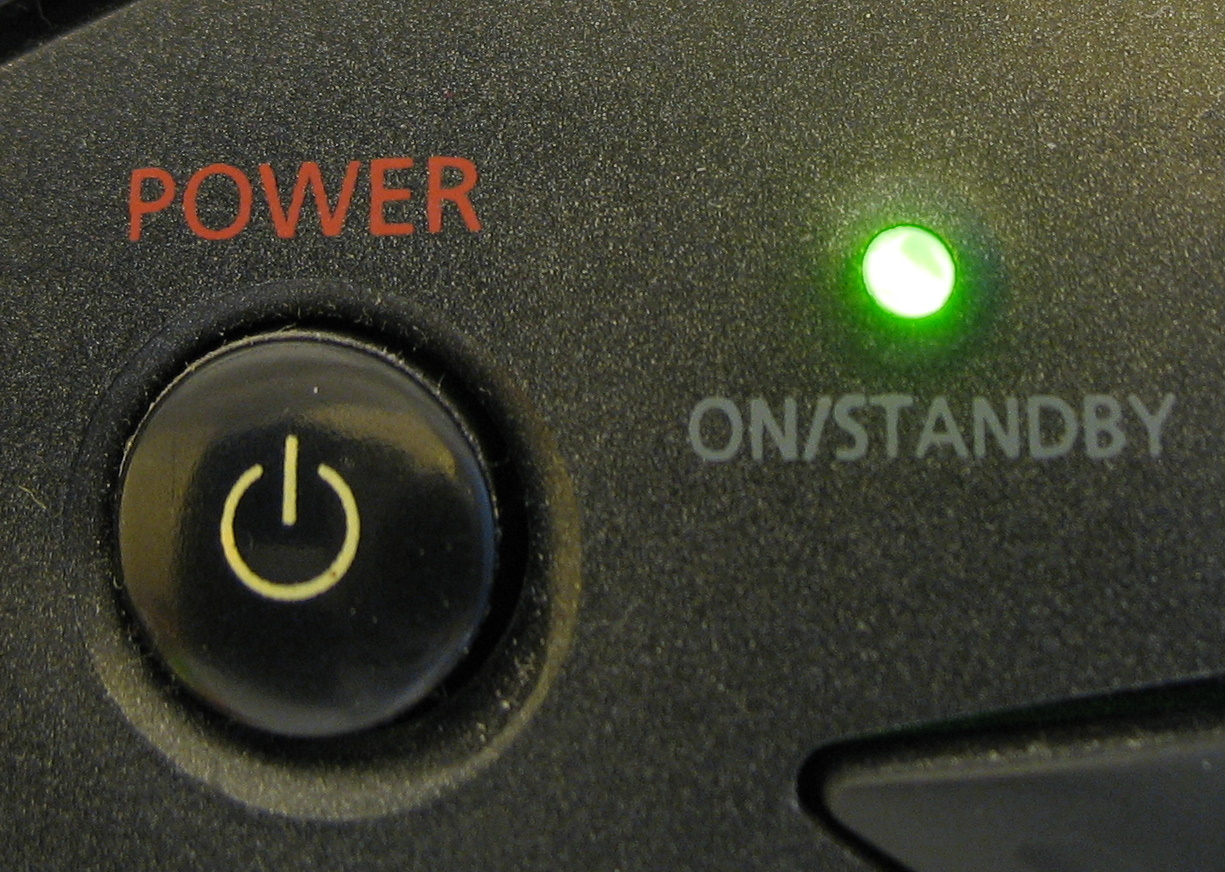
電気機器のスタンバイ表示

待機電力（たいきでんりょく）あるいは待機時消費電力（たいきじしょうひでんりょく、Stand-by power）とは、コンセントに接続された家電製品が、電源の切れている状態でも消費する電力のこと。待機電力を多く消費する機器の代表的な例は、ガス温水器、エアコン、テレビ、DVDレコーダーなどがある。
2012年度（平成24年度）の経済産業省 資源エネルギー庁の資料では、一世帯あたりの待機電力量は、は228kWh/年と推計され、全消費電力量4,432kWh/年の5.1％となっている。待機電力は、家電製品の種類によって大きく異なり一つの機器で最大で10W程度消費しているが、機器によっては全く待機電力を消費しないものも多い。家電新製品の消費電力は年々省エネルギー化が進み、使用時の電力だけでなく待機電力も低く抑えられている。

## 概要
待機電力に明確な定義はなく、電気製品の使用状態により待機電力とする範囲は大きく異なり（以下1,2,3）、また同じ種類の電気製品でも機種により待機電力が大きく異なる。
1. 機器本体に主電源スイッチがない機器で使用を中止、又は主電源スイッチがある場合にそれを切った状態、での消費電力を待機電力とした場合（扇風機やドライヤー、充電器本体、電灯など）。
2. 主電源スイッチがあってもそれを切らずにリモコン操作で使用を中止した状態での消費電力を待機電力とした場合。（テレビ・オーディオ・エアコンなど）
3. 人が使用していないときに電源プラグを抜いておくと機能しない又は著しく利便性を損なう機器で、通常人が使用していないときでも常時電源を入れた状態にしておく機器の消費電力も待機電力として含める場合。（給湯器・冷蔵庫・電話機・温水便座・警報機・電気ポット・様々な機器のタイマー予約時など）

最近の電気製品は省エネルギー化が進み、使用時の電力だけでなく待機電力もかなり抑えられている。例えば、テレビの主電源を切らずにリモコン操作で使用を中止した場合の待機電力は、ブラウン管テレビでは10W程度消費していたが、現在の液晶テレビではほとんど待機電力を消費しない。
これら個々の待機電力はかなり小さいが、常時通電したままだと長期間で相当量の電力の無駄となる。例えば1Wの待機電力で1年間機器を全く使用しなかった場合では 8.76kWhを消費し、電気代では年間約193円（1kWh=22円換算）の損失となる。家庭内に多数の待機電力を消費する機器があれば全体ではかなりの消費量になる。このため、地球環境保全や金銭節約の観点から、長期間使わない機器はコンセントからプラグを抜く省エネ方法が呼びかけられている。また、電気器具の集まっている場所では、スイッチ付きテーブルタップも推奨され、コンセントを抜き差しすることなく目的の箇所だけ切れるので、待機電力の節約に有効である。

## 待機電力節約時の注意
待機電力節約には、コンセントからプラグを抜くことが勧められているが、機器によってはプラグを抜くと時計やタイマーなどの設定がリセットされ利便性を著しく害すことがある。デジタルテレビではメーカーから送信される更新ファームウェアが受け取れない。その他、プラグの抜き差しを頻繁に繰り返すと電圧変動などで製品そのものの寿命を短くする恐れがあるだけでなく、主電源を切らずにプラグを抜いたり、主電源を切っても機器の動作が完全に停止する前にプラグを抜いたりすると故障の原因になることがある。また、プラグの抜き差しを頻繁に繰り返すとコンセントとの接続部が緩んでプラグが外れやすくなり、接触不良での出火や漏電、感電の原因ともなる（この場合はスイッチ付きのテーブルタップの使用が有効）。待機電力を全く消費しない電気製品も多く、無駄なプラグの抜き差しを繰り返さないよう事前に待機電力の有無を調べておくことが必要である。